# 一望而知
一望而知（英語：I know it when I see it）是一个熟語，也译作我一看就知道，表達的是在事物缺乏明確的定義及屬性時，仍然試圖對其分類的一種方式。
這種表述至少自19世紀起就已經算常見了。與此類似的短語也有出現在亞瑟·柯南·道爾所著的小說《巴斯克維爾的獵犬》之中。在故事中，故事角色歇洛克·福爾摩斯在評價畫作時說：「我一看我就知道（這些畫作）好在哪兒，並且現在就看出來了」。
1964年，在雅格碧利訴俄亥俄州案中，美國最高法院法官波特·斯圖爾特中應用了該短語以描述他對色情作品的判定標準。在解釋為何本案所涉及的內容在羅斯測試中不屬於淫穢內容而屬於不受審查的受保護言論時，斯圖爾特寫道：

参考译文：
我當前應當不會去再進一步嘗試去定義那些屬於簡要描述（硬調色情）之中的材料類別了——或許我永遠都沒法成功地做到這點——但是當我一看到它我就知道了，這個案件中的電影顯然不是（那種色情製品）。
這句話也成為了美國最高法院歷史上最有名的短語之一。不過要注意的是，雖然「當我一看到它我就知道了」或者「一望而知」這句話以對「淫穢」內容的測試標準而廣受引用，但是在他簡短的評論中並沒有使用「淫穢」一詞，而是在表示他一看到時就知道事物是否符合「硬調色情」。
斯圖爾特的「一望而知」標準因其「現實而勇敢」並且坦率直白而受到讚譽。但另一方面，由於其所含的個人主義的主觀任意性，該標準也被批評為可能存在謬誤。